# Mademoiselle Fifi (film, 1944)
Pour plus de détails, voir Fiche technique et Distribution.
Mademoiselle Fifi est un film américain réalisé par Robert Wise, et sorti en 1944.
Il est inspiré de la nouvelle éponyme de Guy de Maupassant qui constitue la seconde partie du film, la première étant inspirée par Boule de Suif, du même auteur.

## Synopsis

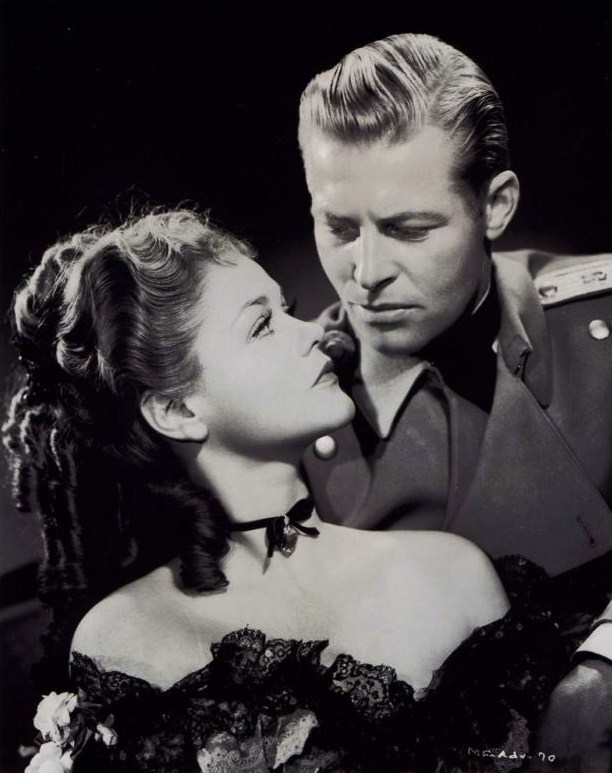
Simone Simon et Kurt Kreuger

L'action se déroule pendant l'occupation prussienne de la Normandie en 1870. Dans la première partie, le curé d'un village fait de la résistance passive en refusant de faire sonner la cloche de l’église. Elizabeth Rousset, lingère de son état et considérée comme une femme légère, voyage en diligence avec de riches bourgeois, ces derniers l'ignorent complètement et leurs femmes se montrent méprisantes envers elle. La diligence avance lentement et prend du retard, les bourgeois n'ayant emporté aucune provision commencent à souffrir de la faim. Elizabeth qui a de quoi manger, propose de partager ; les occupants de la diligence finissent par accepter les uns après les autres en se faisant violence. Dans une auberge où ils font halte pour la nuit, un officier allemand demande à parler à Elizabeth. 
Elle ne dit à personne le motif de cette entrevue. Mais le lendemain au moment de partir, l'aubergiste informe les passagers qu'il a reçu l’ordre de von Eyrick, l'officier allemand de ne pas atteler les chevaux. On comprend finalement que cette situation est liée au refus d'Elizabeth de partager le repas de l'officier allemand. Après avoir dans un premier temps loué son patriotisme, les bourgeois excédés demandent à Elizabeth de céder afin qu'ils ne soient plus immobilisés. Elle finit par accepter. Quand la diligence repart, la situation alimentaire s'est inversé, les bourgeois ont leurs provisions, mais pas Elizabeth à qui on ne parle plus et à qui on ne propose rien. Quand elle descend de la diligence, arrivé a bon port, les sarcasmes vont bon train. Écœuré, Cornudet, un jeune démocrate décide de descendre de la diligence et d'aller s’excuser auprès d'Elizabeth.
Le lieutenant von Eyrick, alias « Fifi » a pris possession d'un château local dans lequel il s'amuse à tout détruire. Voulant faire la fête, il suggère à ses camarades de faire venir des filles de la lingerie afin de s'amuser. Elizabeth fait partie du lot et est "attribuée" à von Eyrick. Celui-ci, grisé par le vin, devient entreprenant au point qu'Elizabeth résiste à un baiser forcé en lui mordant les lèvres. Face à sa réaction violente, elle s’empare d'un couteau, le poignarde et s'enfuit. Les soldats allemands la poursuivent mais elle trouve refuge dans l'église avec la complicité de Cornudet qui la recherchait. 
Le curé fait sonner le glas pour les obsèques de von Eyrick, la cloche peut désormais recommencer à sonner puisque la résistance à l'occupant est désormais effective.

## Fiche technique
- Titre original : Mademoiselle Fifi
- Titre français : Mademoiselle Fifi
- Réalisation : Robert Wise
- Scénario : Josef Mischel, Peter Ruric, d'après la nouvelle éponyme de Guy de Maupassant
- Direction artistique : Albert S. D'Agostino, Walter E. Keller
- Décors : Darrell Silvera, Al Fields
- Costumes : Edward Stevenson
- Photographie : Harry Wild
- Son : Francis M. Sarver
- Montage : J. R. Whittredge
- Musique : Werner Heymann
- Production : Val Lewton
- Société de production : RKO Radio Pictures, Inc.
- Société de distribution :  RKO Radio Pictures, Inc.
- Pays d’origine :  États-Unis
- Langue : anglais
- Format : Noir et Blanc - 35 mm - 1,37:1 -  Son : mono (RCA Sound System)
- Genre : drame
- Durée : 69 minutes

## Distribution
- Simone Simon : Elizabeth Rousset
- John Emery : Jean Cornudet
- Kurt Kreuger : le lieutenant von Eyrick, alias « Fifi »
- Alan Napier : le comte de Breville
- Helen Freeman : la comtesse de Breville
- Jason Robards Sr. : Loiseau, le grossiste en vins
- Norma Varden : la femme du grossiste
- Romaine Callender (en) : Carré-Lamadon, l'industriel
- Fay Helm : la femme de l'industriel
- Edmund Glover (en) : Chantavoine, le jeune prêtre
- Charles Waldron : le père Morin, curé de Cleresville
- Mayo Newhall : M. Follenvie
- Lillian Bronson : Mme Follenvie
- Alan Ward : un conducteur de diligence
- Allan Lee : un conducteur de diligence
- Daun Kennedy : une servante
- William von Wymetal : le major
- Max Willenz : le capitaine
- Marc Cramer : le lieutenant
- John Good : Fritz
- Frank Mayo : le sergent à l'auberge
- Margaret Landry : Eva
- Rosemary LaPlanche : Amanda
- Marie Lund : Hélène
- Margie Stewart : Pamela
- Violet Wilson : Marie, la tante d'Elizabeth
- Tom Burton : un uhlan
- Steve Winston : un uhlan
- Paul Marion : "Devoir"

## Mademoiselle Fifi et le Code Hays
- Dans les deux nouvelles de Maupassant, les héroïnes, Elizabeth Rousset pour Boule de Suif et Rachel pour Mademoiselle FiFi sont des prostituées, il en est de même des autres filles conviées à la fête du Lieutenant von Eyrick. Ici on a fusionné les deux personnages et Elizabeth est devenue une lingère dont les mœurs légères sont à peine suggérées. Dans la nouvelle de Maupassant, l'officier allemand veut coucher avec Elizabeth, dans le film il veut juste partager sa table... Ces modifications ont été imposées par le Code Hays, il était, pour les censeurs, impensable de montrer des prostituées dans un rôle positif.
- Le code Hays précisait qu'un assassin ne devait pas terminer le film en vie, soit il était abattu, soit il se suicidait. Ici Elisabeth et Cornudet terminent le film par un happy-end, car en 1944, tuer des Allemands, même dans un film se déroulant en 1870, était un acte de résistance.